# Bryum dolichophyllum
Bryum dolichophyllum är en bladmossart som beskrevs av Montagne 1835. Bryum dolichophyllum ingår i släktet bryummossor, och familjen Bryaceae. Inga underarter finns listade i Catalogue of Life.